# Nassarius filmerae
Nassarius filmerae is een slakkensoort uit de familie van de Nassariidae. De wetenschappelijke naam van de soort is voor het eerst geldig gepubliceerd in 1900 door Sowerby III.